# Julie Mehretu
Julie Mehretu (Adis Abeba, 1970) é uma artista americana, nascida na Etiópia, mais conhecida por suas pinturas e gravuras de camadas densas. Ela vive e trabalha em Nova York, onde compartilha seu estúdio com sua parceira Jessica Rankin, que também é artista.